# Anomala matricula
Anomala matricula är en skalbaggsart som beskrevs av Ohaus 1916. Anomala matricula ingår i släktet Anomala och familjen Rutelidae. Inga underarter finns listade i Catalogue of Life.